# 濠景花園
氹仔濠景花園（英文：Nova Taipa Gardens，舊稱：濠苑城 ) 是合和實業、信德集團及澳門旅遊娛樂合組氹仔新城市發展有限公司（葡萄牙語：Nova Taipa Urbanizacoes Limitada，簡稱NTUL）發展的一個大型地產發展項目，此項目位於澳門氹仔北部史伯泰海軍將軍馬路，毗鄰麗景灣藝術酒店及新世紀酒店（已結業）。佔地70,000平方米，可建樓面面積達516,000平方米，共分五期發展。

## 概況
濠景花園已於1997年7月全部落成，地盤面積29,555平方米，樓面面積達292,602平方米，共有13座，合共2,228個住宅單位及約2,100個車位。

## 中央公園的爭議
在建築項目以北的空地，原本用作公園用途，惟一直未有動工。當中更曾傳出何鴻燊由於對澳門葡文學校地段有興趣，令學校要另覓新址，而公園用地一度成為目標，引起居民不滿。
2006年2月21日，據《新華澳報》引述澳門葡文報章《句號報》消息，澳門政府經已通知葡國教育部：澳門葡文學校將不會遷往該地段。此外，澳門當局又向葡國政府表示：澳門特區政府完全願意協助澳門葡文學校另覓新址興建校舍，並且盡力在最短時間內解決這個問題，而葡國教育部相信此問題可在短期內解決。葡報則形容：「今次是居民贏了」。